# Tervajärvi (sjö i Finland, Kajanaland, lat 65,03, long 28,47)
Tervajärvi är en sjö i Finland. Den ligger i kommunen Suomussalmi i landskapet Kajanaland, i den centrala delen av landet, 600 km norr om huvudstaden Helsingfors. Tervajärvi ligger 186,8 meter över havet. Den är 19,9 meter djup. Arean är 1,17 kvadratkilometer och strandlinjen är 6,07 kilometer lång. Sjön  ingår i Ijo älvs huvudavrinningsområde. 
I övrigt finns följande vid Tervajärvi:
- Kylmäjoki (ett vattendrag)